# События на площади Тяньаньмэнь (1976)
События на площади Тяньаньмэнь 1976 года (кит. упр. 四五天安门事件, пиньинь Sìwǔ Tiān'ānmén shìjiàn, букв. «Инцидент 5 апреля на площади Тяньаньмэнь») — протестное выступление на пекинской площади Тяньаньмэнь 5 апреля 1976 года. Проводилось как акция памяти Чжоу Эньлая, политически было направлено против Мао Цзэдуна и в особенности маоистских радикалов во главе с Цзян Цин. Подавлено властями с привлечением полицейских сил и армейских частей, объявлено «контрреволюционным инцидентом». Было использовано как предлог для очередного устранения Дэн Сяопина. В период реформ Дэн Сяопина эти события стали рассматриваться как народное выступление против «Банды четырёх».

## Кончина Чжоу Эньлая
8 января 1976 года скончался премьер Госсовета КНР Чжоу Эньлай. Для многих граждан КНР он был героем, и после того, как об этом 9 января сообщили радио и телевидение, жители Пекина понесли венки и цветы из белой бумаги к Памятнику народным героям на Тяньаньмэнь. Два дня спустя, когда кортеж с телом Чжоу Эньлая отправился к месту кремации, вдоль всего пути его следования выстроились миллионы горожан.
Однако Мао Цзэдун никогда не испытывал к Чжоу Эньлаю особой привязанности, и смерть старого соратника не очень его тронула. Ещё негативнее относились к покойному жена Мао Цзэдуна Цзян Цин и её сподвижники по радикально-маоистской группировке, впоследствии получившей название «Банда четырёх». Для «шанхайских радикалов», занимавших тогда сильные позиции во власти, умеренно-прагматичный Чжоу Эньлай являлся политическим противником и сильным конкурентом. Это создавало ему широкую популярность, поскольку Цзян Цин и её сторонники вызывали отторжение в обществе.
Правительственное сообщение о смерти Чжоу было весьма сдержанным, официальный траур — непродолжительным. Заводам и фабрикам рекомендовалось воздержаться от проведения митингов памяти. Это возмутило китайцев. В конце марта накануне праздника Цинмин, когда в Китае традиционно поминают усопших, началось стихийное движение памяти Чжоу Эньлая. В целях предосторожности власти закрыли кладбище, где состоялась кремация. Партийные активисты КПК всячески отговаривали население от проведения каких-либо поминальных ритуалов.
25 марта 1976 года в шанхайской газете «Вэньхуэйбао» была опубликована статья, в которой Чжоу был причислен к «каппутистам» («сторонникам капиталистического пути»). Материал появился по указанию заместителя премьера Госсовета и главы шанхайской парторганизации Чжан Чуньцяо, ближайшего сподвижника Цзян Цин. Резкой критике вновь подвергся лидер прагматиков Дэн Сяопин, недавно реабилитированный и возвращённый в партийное руководство по предложению Чжоу Эньлая. Публикация, воспринятая как оскорбление покойного и начало новой репрессивной идеологической кампании радикалов, спровоцировала демонстрации протеста в ряде городов долине Янцзы. Особый размах протесты приняли в Нанкине. Власти запретили прессе информировать о событиях в Нанкине. Однако 31 марта вести о них достигли Пекина, где на площади Тяньаньмэнь уже несколько дней шли несанкционированные митинги. Первые аресты начались 2 апреля.

## Протест и подавление
Администрация Пекина, возглавляемая У Дэ, запретила возложение венков Чжоу Эньлаю. Однако жители города проигнорировали запрет. В воскресенье 4 апреля, в день праздника Цинмин, горожане понесли к Памятнику народным героям венки в память о Чжоу Эньлае. К вечеру гора из венков достигла высоты 20 метров. До наступления ночи на площади Тяньаньмэнь побывало около 2 миллионов человек.
События сильно встревожили высшее партийное руководство. Поздно вечером состоялось экстренное заседание Политбюро ЦК КПК под председательством Мао Цзэдуна. Демонстрации на Тяньаньмэнь были квалифицированы как «реакционные». Мэр Пекина У Дэ обвинил Дэн Сяопина в провоцировании беспорядков (сам Дэн Сяопин и его сторонники — Е Цзяньин, Ли Сяньнянь и Сюй Шию — на заседании отсутствовали). Несмотря на то, что движение не имело ни организации, ни выраженных лидеров, партийные руководители увидели в нём предвестие восстания венгерского типа и предположили существование подпольного центра, подобного Клубу Петёфи. Ответственными за подавление движения были назначены Хуа Гофэн (как министр общественной безопасности КНР) и У Дэ (как мэр Пекина).
Политбюро распорядилось убрать с площади все венки. За ночь городские власти успели очистить Тяньаньмэнь.
Впоследствии У Дэ утверждал, будто старался избежать применения силы на Тяньаньмэнь, ссылаясь на двухмиллионный размах выступлений. Однако глава МОБ Хуа Гофэн, командующий Пекинским военным округом Чэнь Силянь и в особенности Цзян Цин и Чжан Чуньцяо настаивали на жёстких действиях. Цзян Цин требовала «не бояться масс» и решительно отдать приказ полиции.
Утром 5 апреля у ступеней Дома народных собраний собралась толпа, постепенно достигшая численности в 100 тысяч человек. Люди требовали вернуть венки к монументу. К вечеру обстановка накалилась, митингующие перевернули полицейский автобус и подожгли несколько автомобилей. Раздавались лозунги «Долой Мао Цзэдуна!», «Долой Цинь Шихуанди нашего времени!», «Долой императрицу!» (имелась в виду Цзян Цин). Прозвучал призыв почтить память Ян Кайхуэй — второй жены Мао Цзэдуна, противопоставляемой Цзян Цин. Распространялись дацзыбао, содержавшие, в частности, такие тексты: «Безвозвратно канули в прошлое мрачные времена Цинь Шихуанди… Нам нужен подлинный марксизм-ленинизм, за который мы готовы головы сложить и кровь пролить». Эти лозунги во многом повторяли установки участников заговора Линь Бяо пятилетней давности. Однако выражения симпатий к самому Линь Бяо или его сторонникам не отмечалось. Чжоу Эньлай, в память о котором проходили демонстрации, был противником Линь Бяо и его планов.
Власти стянули к Тяньаньмэнь значительные силы подавления. Полицейские наряды составляли около 3 тысяч, командование Пекинского ВО выделило 10 тысяч армейских резервистов-ополченцев, руководство осуществляли около трёхсот сотрудников МОБ. Всех вооружили деревянными палками. В половине восьмого вечера У Дэ через громкоговорители обратился к толпе с призывом разойтись. Многие ушли, но около тысячи людей остались. Ночью на площадь были введены полиция и армейские ополченцы. Произошло силовое столкновение. Убитых не было, десятки людей подверглись избиениям, около двухсот задержаны, из них 38 арестованы. В последующие дни площадь Тяньаньмэнь оставалась под военно-полицейским контролем, в полицию попали ещё свыше двухсот человек.

## Последствия
7 апреля Политбюро вновь собралось на заседание. Письменный отчёт для Мао Цзэдуна составил его племянник Мао Юаньсинь, активный сторонник Цзян Цин. События на Тяньаньмэнь были официально объявлены «контрреволюционным инцидентом», ответственность за который возложена на Дэн Сяопина. По предложению Мао Цзэдуна Политбюро отстранило Дэн Сяопина со всех постов, однако сохранило за ним членство в КПК (чтобы посмотреть, «как он будет себя вести»). Сам Дэн Сяопин в это время находился в Гуанчжоу под защитой своего старого соратника, командующего Гуанчжоуским военным округом Сюй Шию. Он оставался там в безопасности до осени, несмотря на активные попытки партийных радикалов свести с ним счёты.
Городские власти Пекина организовали многолюдные контрдемонстрации, выражавшие поддержку руководству КПК и лично Мао Цзэдуну. 8 апреля установочная статья о «контрреволюционном инциденте» и «провокации классовых врагов» вышла в Жэньминь жибао. 18 апреля статью в «Жэньминь жибао» опубликовал идеолог радикальных маоистов, сподвижник Цзян Цин Яо Вэньюань. Он охарактеризовал движение как «антикоммунистическую контрреволюцию» и назвал Дэн Сяопина «главным представителем правых». Органы госбезопасности и полиция ужесточили репрессивный контроль.
По видимости укрепились позиции Цзян Цин и её группировки. Радикалы сумели вновь вывести Дэн Сяопина из руководства и организовать против него мощную политико-пропагандистскую кампанию. Однако этот успех был непрочен, поскольку в обществе и в большей части правящего слоя прагматические позиции Дэн Сяопина были гораздо популярнее радикальных установок. Иллюзорность апрельского укрепления в полной мере проявилась осенью, когда Цзян Цин, Чжан Чуньцяо, Яо Вэньюань и Ван Хунвэнь были арестованы менее чем через месяц после смерти Мао Цзэдуна.

## Переоценка
9 сентября 1976 года умер Мао Цзэдун. Почти сразу после его смерти были арестованы Мао Юаньсинь и члены «Банды четырёх».
В июле 1977 года Дэн Сяопин возвратился в партийное руководство и занял пост заместителя председателя ЦК КПК. За несколько месяцев он приобрёл решающее политическое влияние. В декабре 1978 года III пленум ЦК КПК концептуально утвердил сформулированную Дэн Сяопином Политику реформ и открытости. Несколько ранее, в ноябре, решением Постоянного комитета Политбюро и Пекинского горкома было пересмотрено официальное отношение к событиям 5 апреля 1976 на площади Тяньаньмэнь. Они были охарактеризованы как «полностью оправданное выступление масс в память Чжоу Эньлая и против „Банды четырёх“». Эту формулировку — высказанную Чэнь Юнем по согласованию с Дэн Сяопином, Е Цзяньином и Ли Сяньнянем — вынужден был принять и тогдашний председатель ЦК Хуа Гофэн, который участвовал в разгоне манифестации. Тем самым был нанесён сильный удар по позициям Хуа Гофэна и его ближайших сторонников из «Малой банды четырёх», включая У Дэ и Чэнь Силяня.
Советские источники рассматривали «Тяньаньмэньский инцидент» как «антимаоистское движение сознательных сторонников научного социализма». По иным оценкам, выступление 5 апреля 1976 являлось спонтанным протестом против произвола властей и тяжёлых условий жизни.